# Théâtre de la Gaîté-Montparnasse
Il Théâtre de la Gaîté-Montparnasse è un locale situato al 26 di rue de la Gaîté, nel quartiere Montparnasse di Parigi, nel 14º arrondissement. Fu inaugurato nel 1868 e può ospitare 399 persone.

## Storia
Oltre a fungere da popolare luogo di café-concert per molti decenni, si è evoluto in un teatro a tutti gli effetti, offrendo non solo spettacoli commerciali ma anche, entro la fine del diciannovesimo secolo, nuovi spettacoli sperimentali del movimento del teatro indipendente. Uno di questi sforzi fu la presentazione deludente del Théâtre d'Art di Paul Fort, il 5 febbraio 1892, di una traduzione francese de La tragica storia del Dottor Faust di Marlowe.

## Produzioni dal 1946
- 1946: Victor ou les enfants au pouvoir di Roger Vitrac con Juliette Gréco.
- 1958: La parola ai giurati di Reginald Rose, dalla sceneggiatura del film di Sidney Lumet
- 1959: Bon week-end Monsieur Benett con Denise Grey e Henri Guisol.
- 1960: Sugar Plum di Israël Horovitz con Laurent Terzieff.
- 1962: Lieutenant Tenant in seguito L'avenir est dans les œufs di Eugène Ionesco, progetto di Jean-Marie Serreau.
- 1963: La crécelle con Claude Rich e Jacqueline Gauthier.
- 1965: Le goûter des généraux di Boris Vian.
- 1966: Le knack di Ann Jellicoe con Bernard Fresson e Monique Tarbès.
- 1968: La famille Tott con Michel Galabru e Colette Castel.
- 1969: Un jour dans la mort de Joe Egg di Peter Nichols con Jean Rochefort, e Marthe Keller.
- 1971: Le précepteur di R.Lenz
- 1972: Un pape à New-York con Jean-Pierre Marielle e Nelly Borgeaud.
- 1973: Butley con Bernard Fresson e Gérard Lartigau.
- 1974: Pol di Alain Didier Weill.
- 1977: Elles, Steffy, Pomme, Jeanne e Vivi con Anémone, Dominique Labourier e Viviane Elbaz.
- Dal 1978, furono istituiti doppi spettacoli di 20 ore e 22 ore, in cui si alternavano varietà e teatro. Questi comprendevano:
  - Font e Val
  - Le Golden Gate-Quartet
  - Lény Escudéro
  - Jean-Roger Caussimon (1980),
  - Luis Rego
  - Le père Noël est une ordure, della troupe du Splendid, con Gérard Jugnot, Christian Clavier, Thierry Lhermitte, Anémone, Marie-Anne Chazel, Bernard Moineau.
  - L'os de cœur con Francis Huster
  - Elle voit des nains partout con Claire Nadeau
  - Le jour le plus con di Philippe Bruneau.
- 1982: Vive les femmes di Jean-Marc Reiser, progetto di Claude Confortès, con Maurice Risch, Pauline Lafont e Roland Giraud.
- 1983: Chienne Dactylographe di G. Roignant, progetto di D. Benoin con J. Dacqmine, e Hélène Duc
- 1983: Des jours e des nuits di Harold Pinter, progetto di F. Marthourand con Bernard Murat.
- 1983: La fausse libertine, progetto di Jacques Bachelier.
- 1983: Comment devenir une mère juive en dix leçons di Paul Fucks, progetto di Tootie Masson, con Marthe Villalonga e André Valardy.
- 1984: Chacun pour moi di C.A Augereau, progetto di Daniel Colas con Yves Rénier.
- 1984: Grand-père di Rémo Forlani, progetto di Michel Fagadau con Victor Lanoux poi Jean-Pierre Darras, e Nadine Alari.
- 1985: Love di Murray Schisgal, con André Dussollier, Patrick Chesnais e Catherine Rich.
- 1986: La gagne di Michel Fermaud.
- 1987: reprise of Bonsoir Maman di Marsha Norman, progetto di Lars Schmidt con Françoise Christophe e Catherine Rich
- 1987: L'éloignement de Loleh Bellon con Pierre Arditi e Macha Méril.
- 1988: Reprise of A Day in the Death of Joe Egg in an adattamento di Claude Roy, con Patrick Chesnais e Sabine Haudepin.
- 1988: Nocturnes after Stefan Zweig con Jacques Weber.
- 1989: Frédéric Chopin con Eric Berchot al piano e Philippe Ettesse
- 1989: Faut pas tuer maman de Charlotte Keatley, adattamento di Marcel Bluwal e Michel Fagadau, progetto di Michel Fagadau, con Danièle Lebrun, Catherine Frot, Viviane Elbaz e Anouk Grinberg.
- 1990: Un œil plus bleu que l'autre di Évelyne Grandjean con Jean-Pierre Cassel, e Dominique Labourier.
- 1990: Coiffures pour dames di Robert Harling, adattato da Claire Nadeau e Michèle Laroque, progetto di Stéphane Hillel con Marthe Villalonga, Françoise Christophe, Geneviève Fontanel, Claire Maurier, Michèle Laroque e Annie Grégorio.
- 1991: ripresa di Callas di Elizabeth Marocco, regia di Dominique Landenois.
- 1991: ripresa of Voltaire e Rousseau di Jean-François Prévand con Jean-Paul Farré e Jean-Luc Moreau.
- 1992: Passagères di Daniel Besnehard, progetto di André Voustinas con Michèle Simonnet, Valérie Kaprisky, Philippe Delplanche.
- 1992: Nina di André Roussin, progetto di Bernard Murat con Jean Barney, Darry Cowl, Adriana Asti.
- 1992: Confidences pour clarinette di Michel Christofer, messa in scena di Jean-Luc Moreau con Pierre-François Roussillon, Paule Noelle, François Pacôme, Jean-Luc Moreau, François Perrot.
- 1992: La contrebasse di Patrick Süskind, design di Philippe Ferran, con la collaborazione artistica di Jean Poiret, con Jacques Villeret.
- 1993: Ce qui arrive e ce qu'on attend di Jean-Marie Besset, progetto di Patrice Kerbrat, con Christophe Malavoy, Marie-France Pisier, Sabine Haudepin, Claire Nadeau.
- 1994: Tempête sur le pays d'Egypte di Pierre Laville con Brigitte Fossey e Manuel Blanc.
- 1994: Oleanna di David Mamand con Charlotte Gainsbourg (il suo debutto sul palcoscenico) e Maurice Benichou.
- 1994: Tour musicale di Régine.
- 1995: La musica deuxième con Fanny Ardant e Niels Arestrup.
- 1996: Robin des Bois d'à peu près Alexandre Dumas di Pierre-François Martin-Laval e Marina Foïs con Les Robins des Bois e Isabelle Nanty.
- 2002: Cravate club di Fabrice Roger-Lacan, progetto di Isabelle Nanty con Charles Berling, Édouard Baer.